# Joerij Tsjeban
Joerij Tsjeban (Odessa 5 juli 1986) is een Oekraïens kanovaarder. 
Tsjeban nam viermaal deel aan de Olympische Zomerspelen en won in 2008 de bronzen medaille in de C-1 over 500 meter. Vier jaar later was de 500 meter vervangen door de 200 meter. Tsjeban won in dit nieuwe onderdeel de gouden medaille tijdens de spelen van Londen. Tsjeban prolongeerde tijdens de Olympische Zomerspelen 2016 zijn gouden medaille. Na afloop van deze spelen beëindigde Tsjeban zijn carrière.
Tsjeban werd zowel in 2007 als in 2014 wereldkampioen in de C-1 over 200 meter.

## Belangrijkste resultaten

### Olympische Zomerspelen
| Editie | Plaats         | Resultaten                 |
| ------ | -------------- | -------------------------- |
| 2004   | Athene         | 15e C-1 500m DQ C-1 1.000m |
| 2008   | Peking         | C-1 500m 15e C-1 1.000m    |
| 2012   | Londen         | C-1 200m                   |
| 2016   | Rio de Janeiro | C-1 200m                   |

### Wereldkampioenschappen vlakwater
| Jaar | Plaats    | Resultaten                              |
| ---- | --------- | --------------------------------------- |
| 2005 | Zagreb    | 9e C-2 1.000 m 7e C-4 200m              |
| 2006 | Szeged    | C-1 500 m · 7e C-4 200m                 |
| 2007 | Duisburg  | C-1 200 m · 7e C-1 500m · 8e C-1 1.000m |
| 2009 | Dartmouth | 11e C-1 200 m 13e C-1 500m              |
| 2010 | Poznań    | C-1 200 m · C-1 4x200m                  |
| 2011 | Szeged    | 4e C-1 200 m 7e C-1 4x200m              |
| 2014 | Moskou    | C-1 200 m · C-1 4x200m                  |
| 2015 | Milaan    | 9e C-1 200 m                            |

2012: Joerij Tsjeban ·
2016: Joerij Tsjeban